# Aezkoa
Aezkoa (auch Valle de Aezkoa) ist eine Verwaltungseinheit im Nordosten der Region Navarra, Spanien. Aezkoa hat 853 Einwohner (Stand 2019).

## Geographie
Das Aezkoa-Tal umfasst den Oberlauf des Irati.

### Gemeinden im Aezkoa-Tal
Das Aezkoa-Tal besteht aus neun Gemeinden:
- Abaurrepea – Abaurrea Alta
- Abaurrepea – Abaurrea Baja
- Aria
- Aribe – Sitz der Talverwaltung
- Garaioa
- Garralda
- Orbaitzeta
- Orbara
- Villanueva de Aézcoa

### Lage, Fläche und Bevölkerungsdichte
Aezkoa liegt in der Region Navarra, Spanien und hat eine Fläche von 21.64 km². Etwa 60 % der Fläche sind Waldgebiete. Auf einem Quadratkilometer leben rund 40 Einwohner.

## Verwaltung von Aezkoa
Jede der Gemeinden hat einen Bürgermeister. Für die Belange der Verwaltungsgemeinschaft gibt es die Generalversammlung mit sieben bis neun Mitgliedern, welche über gemeinsame Listen gewählt werden und die von einem Präsidenten geleitet wird. Die Versammlungshalle der Generalversammlung befindet sich in Aribe.

## Geschichte
Bereits vor der Errichtung des Königreich Navarras im 9. Jahrhundert gab es eine Gemeinde im Tal, nicht weit entfernt von der Schlacht von Roncesvalles.
Aezkoa nahm an der Schlacht bei Las Navas de Tolosa im Jahr 1212 teil. König Sancho der Weise verbesserte im Jahr 1229 das Diagramm des Tales. Im Jahr 1443 hatte Aezkoa die Kontrolle über die Bergpassagen und 1462 hatten alle Bewohner des Tales Rechte.
Im Jahr 1525, kurz nach Abschluss der Reconquista, wurden neun Menschen auf dem Scheiterhaufen verbrannt, andere starben im Gefängnis. Im Jahr 1575 wurden sechs Frauen aus dem Tal in Logroño wegen Hexerei angeklagt, vier von ihnen starben an den Folterungen.
Im Jahr 1774 erlitt das Tal mit den anderen Regionen der nördlichen Navarra eine schlimme Epidemie, die all ihre Rinder tötete. Der Krieg von 1793 bis 1795 gegen Frankreich verursachte große Zerstörungen im Tal.